# Armadilloniscus steptus
Armadilloniscus steptus is een pissebed uit de familie Detonidae. De wetenschappelijke naam van de soort is voor het eerst geldig gepubliceerd in 1991 door Schotte & Heard.